# 운곡서당
운곡서당은 대한민국 대구광역시 북구 구암동에 있다.

## 개요
독립유공자 지강 이승연선생의 문화생들이 선생의 뜻을 기리기 위해 건립하였다. 매년 음력3월에 향사를 지내고 있다.